# محطة الانقاذ القمرية
محطة الانقاذ القمرية (بالإنجليزية: Lunar Jim)‏ مسلسل رسوم متحركة كندي عرض لأول مره في 2 يناير 2006 حتى 15 فبراير 2012.

## روابط خارجية
- محطة الانقاذ القمرية على موقع IMDb (الإنجليزية)
- محطة الانقاذ القمرية على موقع ميتاكريتيك (الإنجليزية)
- محطة الانقاذ القمرية على موقع قاعدة بيانات الفيلم (الإنجليزية)